# Юрьевский костёл (Полонечка)
Юрьевский костёл, Церковь св. Георгия (бел. Юр'еўскі касцёл) — деревянный католический храм в деревне Полонечка, Брестская область, Белоруссия. Относится к Западно-Барановическому деканату Пинского диоцеза. Памятник архитектуры в неоготическом стиле, с чертами модерна построен в 1899 году на месте более старой церкви. Храм включён в Государственный список историко-культурных ценностей Республики Беларусь (код 112Г000062).

## История
В 1751 году в Полонечке, неподалёку от дворца Радзивиллов, был построен деревянный католический храм, освящённый во имя св. Георгия. В начале XIX века в этой церкви был крещён учёный И. Домейко. В 1899 году старое здание было полностью перестроено; новый храм, также из дерева, был возведён по проекту варшавского архитектора К. Войцеховского.

## Архитектура

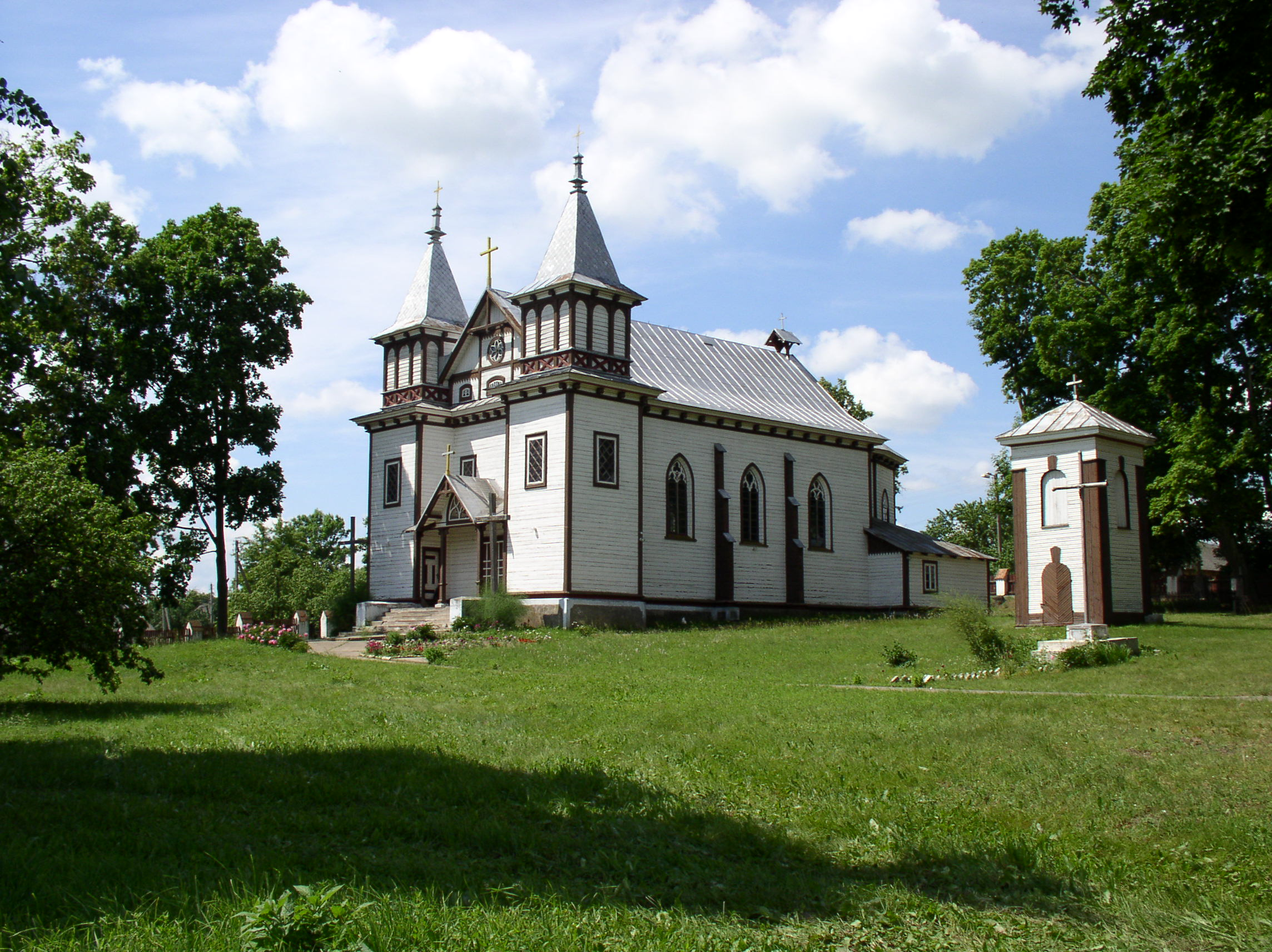

Храм св. Георгия — деревянное строение с двумя башнями по бокам фасада. К прямоугольному в плане основному объёму примыкает пятигранная апсида с симметричными низкими ризницами под односкатной крышей. Неф накрыт двускатной крышей с прогибом. Главный вход оформлен декоративным крыльцом с двускатным навесом. В архитектуре присутствует ряд характерных для неоготики элементов — стрельчатые окна, декоративные ступенчатые контрфорсы, фронтон с окном-розой и др. Двухъярусные, квадратные в плане башни имеют шатровые завершения. В декоре использован накладной геометрический орнамент.
Внутри зал перекрыт балочным потолком. Хоры поддерживаются шестью столбами, орган на хорах выполнен вильнюсским мастером Ф. Остроменцким в 1897 году. Резной деревянный алтарь — образец народного искусства. В алтарном пространстве находятся две чугунные мемориальные доски 1829 и 1836, посвященные роду Радзивиллов.